# Monotoni (musik)
 For alternative betydninger, se Monotoni. (Se også artikler, som begynder med Monotoni)
Et skykke musik siges at være monotont hvis det er "ensformigt" eller "kører i et spor". Altså et fravær af variationer. En sang kan for eksempel lyde monoton, altså ens hele vejen igennem.